# Dalot (navire)
Pour les articles homonymes, voir Dalot.

Un dalot est un trou percé dans le pont communiquant avec le bordé au-dessus de la ligne de flottaison. Cette ouverture permet l'écoulement des eaux embarquées, principalement à section circulaire ou demi-circulaire adaptée à cet orifice. Les dalots permettent l'évacuation de l'eau présente sur le pont d'un navire. À ne pas confondre avec les sabords de décharge qui ont le même rôle mais sont des clapets de non retour de forme rectangulaire.

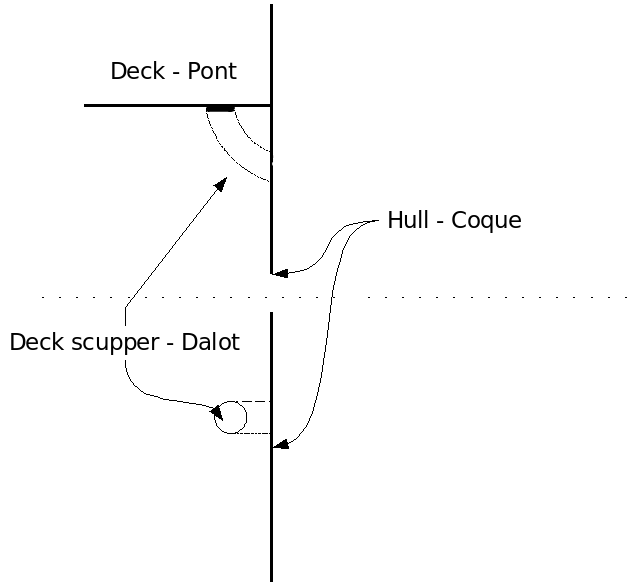
Un schéma de dalot : coupe (en haut) et vu de dessus (en bas)

## Description
Sur un bateau à propulsion motorisée ou éolienne, un dalot  est souvent visible. C'est d'abord un trou pratiqué dans la fourrure de gouttière et au-dessus. En un sens général, le réseau de dalots est une installation d'évacuation d'eaux. Les dalots traversent la muraille du bâtiment de haut en bas, de façon à permettre l'écoulement à l'extérieur des eaux du pont ou des pompes. 
Ce réseau était conçu dans la marine à voile pour ne fonctionner qu'à sens unique, c'est-à-dire évacuer les liquides sans en faire rentrer. Sur leur surface intérieure, les dalots étanches étaient garnis en plomb et leurs orifices du dehors ou de rejet garantis par une mangère, c'est-à-dire un placard en cuir de vache faisant office de clapet.
Un dalot de pont désigne sous une forme élaborée une partie de tuyau coudé servant de conduit d'écoulement entre le pont d'un navire et sa coque. Le dalot a la même fonction que le sabord de décharge qui lui se trouve dans le pavois : évacuer l'eau de mer qui, si elle s'accumulait sur le pont pourrait faire perdre au navire une partie de sa stabilité.

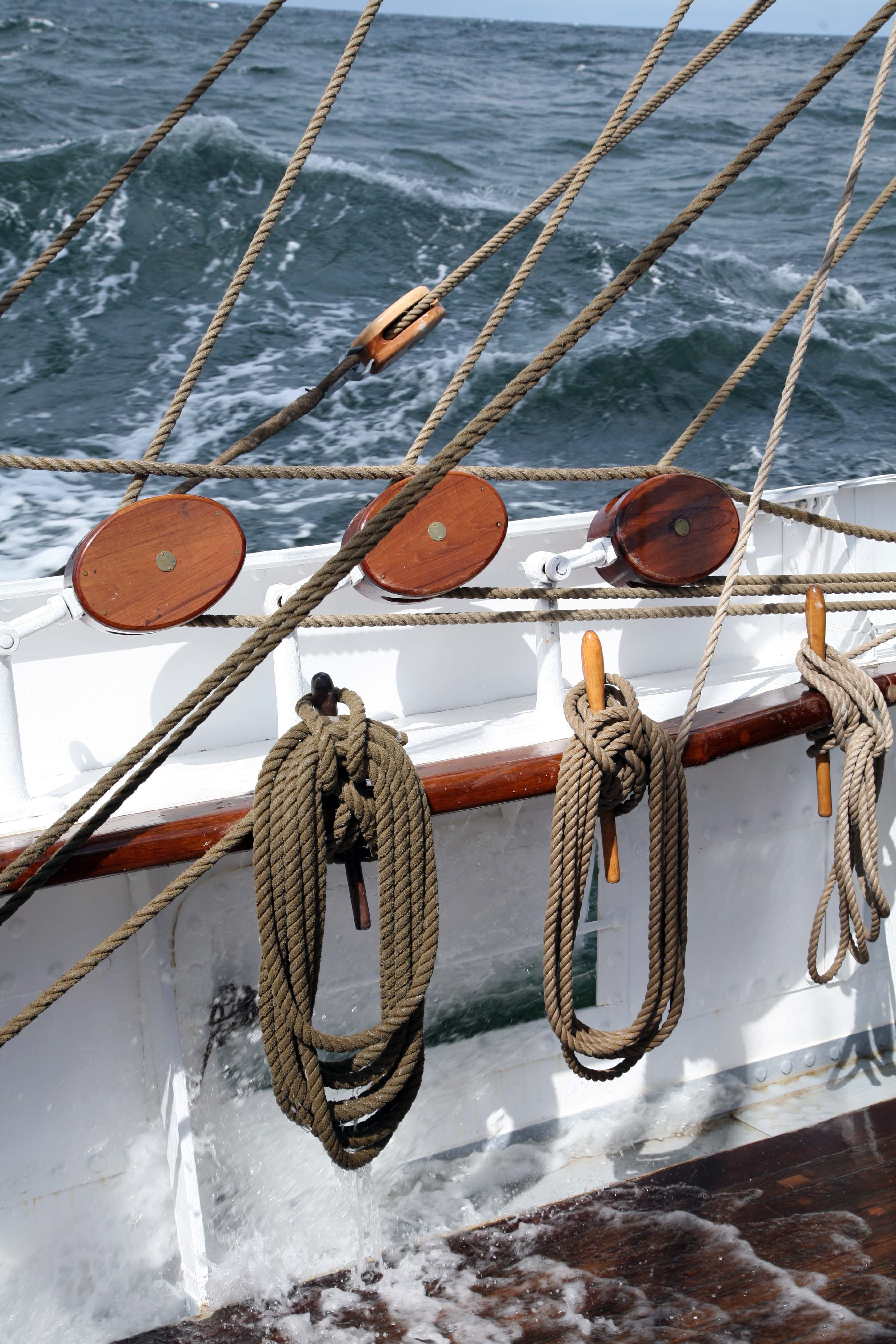
Un sabord de décharge sur le Sørlandet vu du pont, avec de l'eau de ruissellement.

Sur un brûlot, c'est-à-dire un bâtiment incendiaire ou une machine de guerre destinée à lancer des dards enflammés, la conception et l'installation des dalots de feu sont cruciales.  Les dalots à feu sont des conduites secondaires ou dérivées qui communiquent de la conduite principale d'un brûlot, nommée dalle, aux différentes parties des artifices de ce brûlot. La dalle à bord d'un brûlot est un petit canal en bois qui porte la poudre destinée à être mise en communication avec les divers artifices de ce brûlot.

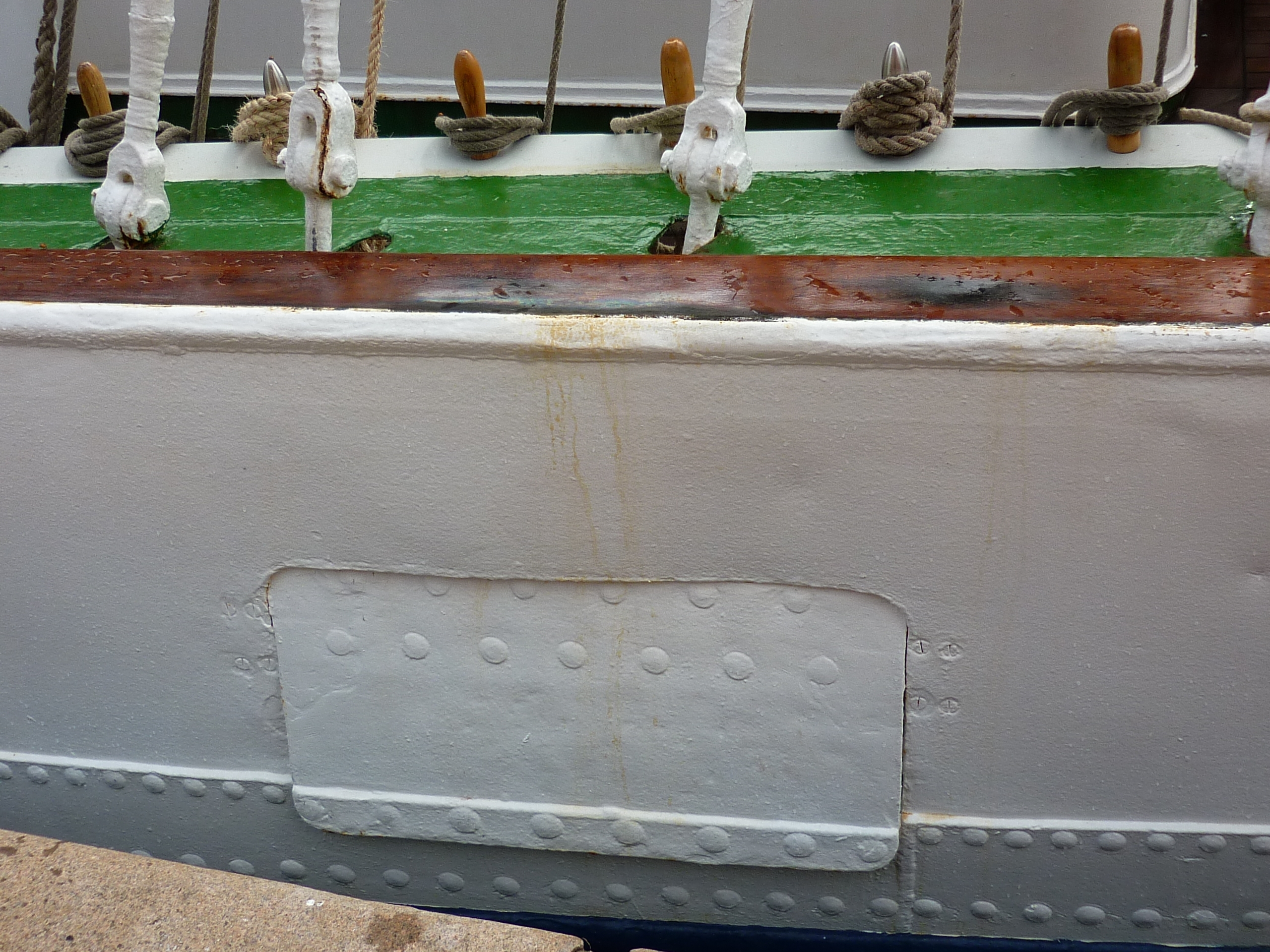
Un sabord de décharge vu de l'extérieur.

## Étymologie
Le terme dalot est souvent présenté comme un diminutif. Pourtant il n'existe nulle parenté évidente et moderne avec la dalle, planche creusée en canal et servant de conduite, ou planche servant à couvrir ou protéger un tuyau. La dalle, gouttière sur le pont d'un navire destinée à conduire l'eau vers le dalot est nommée leading board en anglais. Ce sens d'auget en bois et plus tardivement en métal, servant à conduire un liquide, est d'ailleurs second en français, le premier sens étant une tablette peu épaisse, une plaque, une table ou forme tabulaire rocheuse.
Le mot dalle est entré tardivement dans la langue française : il provient des dialectes normands et picards du XIVe siècle. Un dal ou une dalle désigne une variété  de gouttière ou prend parfois un sens précis, ainsi le mot normand dalle, attesté en 1331, dénomme trivialement un évier. Dalot, le terme technique maritime précis, apparaît en 1382 dans le compte du Clos des galées de Rouen. Dalot, écrit alors dallot, est aussi plus tardivement attesté en 1690 dans le dictionnaire de l'Académie française qui le présente d'emblée en simple diminutif tardif. 
Quelques linguistes[Lesquels ?] supposent que les dialectes de la rive méridionale de la Manche ont emprunté le mot au néerlandais dal, qui désigne une planche ou une pierre plate légèrement creusée destinée à l'écoulement des eaux. Le Trésor de la langue française suppose de façon plausible une origine commune et plus lointaine : le nordique daela, soit une gouttière ou rigole pour l'écoulement des eaux à bord d'un navire ou sur la terre ferme ravinée, a engendré les multiples variantes dialectales de dal(le, ot, eau, o) sur les rivages de la mer du Nord et de la Manche. 
L'essor des langues véhiculaires dans ce même espace bordier est plus tardif. Les termes techniques de quelques vigoureux dialectes ont pu être adoptés. Ce sont les cas séparés de dalle et dalot en France. La langue pragmatique d'outre-Manche n'en a pas eu besoin. Le terme anglais correspondant à dalot, scupper, souvent employé au pluriel, montre expressément le danger des orifices d'écoulement qui ne sont que des trous, donc des entrées ou voies d'eau possibles. 
Le mot dalle a été employé communément dans l'aménagement forestier, une dalle humide désignant précocement un couloir de flottage, comme dans la première industrie sucrière, où il s'agit d'un conduit ouvert ou bassin dans lequel passe le liquide jusqu'au moment où viscosité et consistance croissantes empêchent l'écoulement de la matière.
Le mot technique français dalot n'est pas en Europe occidentale le seul en continuité avec le premier monde maritime nordique et germanique. En particulier, le vieux norois imprégnant les dialectes des rivages de Normandie médiévale a laissé : bâbord, tribord, quille, étrave, équipage (équiper, équipe)... Et les legs du vieil anglo-saxon les mots si communs nord (en anglais north), sud (south), bateau (proche de boat) sans oublier l'ancien frison qui a fourni hareng saur.

## Citation littéraire
« Sauf le lent dégoulinement des dalots, aucun bruit ne sortait du navire », phrase extraite du roman Un rameau dans la nuit de l'écrivain provençal Henri Bosco.